# Pavao Ćolić
Pavao Ćolić, nadimka Napoleon (Otočac, 3. studenoga 1768. − Pančevo, 30. travnja 1838.), hrvatski podmaršal, zaslužnik školstva u Vojnoj krajini

## Životopis
Rodio se je 1768. u Otočcu, u slavonskoj grani hrvatske plemenitaške obitelji Ćolića. Unuk Tome, časnika slavonske husarske pukovnije i sin Kuzme, (1742. — 1788.), kapetana 68. petrovaradinske pješačke pukovnije, istaknuta borca u ratovima. Braća su ostvarila zavidne vojničke karijere: Marko postao je general, Albert je bio zapovjednik 9. slavonske vojnograničarske pukovnije (petrovaradinska), brigadir u Milanu i divizionar u Galiciji, Nikola pukovnik u Otočcu i Ferdinand, a sestra Eliza bila je mati hrvatskoga bana Šokčevića. Pavao je otišao u Bečko Novo Mjesto gdje je završio vojnu akademiju. Pokazao se izvrsnim matematičarem. Zbog toga je bio raspoređen u topništvo, pa u glavni stožer. Dolazi do visokih činova te je 1819. pukovnik u 9. slavonskoj vojnograničarskoj pukovniji (petrovaradinska).
Zaslužan za školstvo. U Petrovaradinu osnovao prvu matematičku školu u Vojnoj krajini, poslije uzorom inim takvim školama. Služba ga odvodi u Pančevo. Ondje je promaknut 1830. godine u čin general-majora i brigadira, a u Velikom Varadinu 1836. u čin podmaršala i zapovjednika.